# 圣弗洛朗坦 (安德尔省)
圣弗洛朗坦（法語：Saint-Florentin，法語發音：[sɛ̃ flɔʁɑ̃tɛ̃]）是法国安德尔省的一个市镇，位于该省北部偏东，属于伊苏丹区。

## 地理
圣弗洛朗坦（47°4'33"N, 1°48'16"E）面积15.95 平方千米，位于法国中央-卢瓦尔河谷大区安德尔省，该省份为法国中部省份，北起卢瓦-谢尔省，西北接安德尔-卢瓦尔省，西南接维埃纳省，南至克勒兹省和上维埃纳省，东临谢尔省。
与圣弗洛朗坦接壤的市镇（或旧市镇、城区）包括：圣乌特里耶、拉沙佩勒圣洛里安、吉利、奥维尔、勒布尔桑、瓦唐。

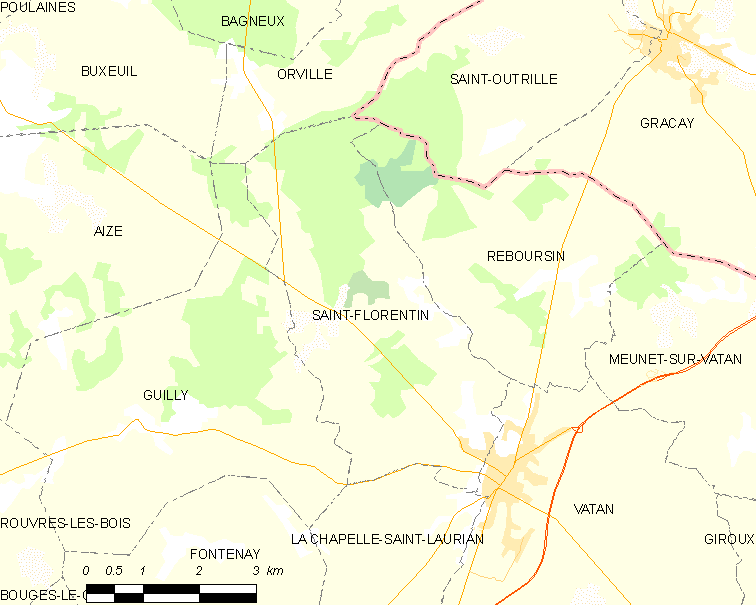
的OSM定位图

圣弗洛朗坦的时区为UTC+01:00、UTC+02:00（夏令时）。

## 行政
圣弗洛朗坦的邮政编码为36150，INSEE市镇编码为36191。

## 政治
圣弗洛朗坦所属的省级选区为勒夫鲁县。

## 人口

1962-2008年间人口变化图示

圣弗洛朗坦于2022年1月1日时的人口数量为508人。